# Incident du 15 mai

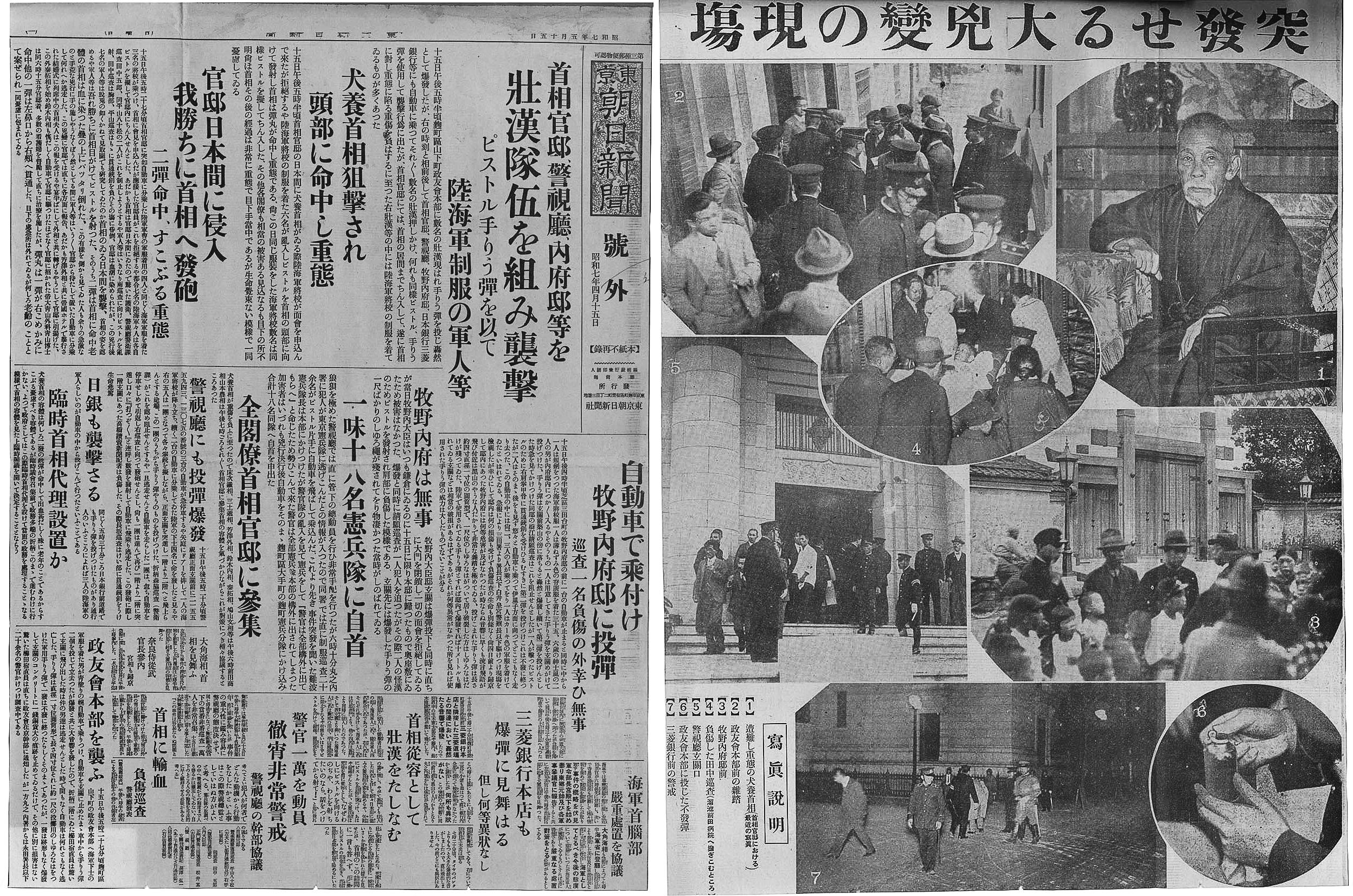
Article du journal Tokyo Asahi Shimbun sur l'incident du 15 mai et l'assassinat du premier ministre Inukai.

L'incident du 15 mai (五・一五事件, Goichigo Jiken) est un coup d'État qui a échoué le 15 mai 1932 au Japon. Il fut mené par des éléments radicaux de la Marine impériale japonaise, appuyés par des cadets de l'armée et des civils de la Ligue du sang. Le premier ministre Tsuyoshi Inukai fut assassiné par onze jeunes officiers de marine. Leur procès eut lieu dans un contexte de soutien de la population à leur égard et a donné lieu à des peines légères, encourageantes pour les factions militaires et affaiblissant d'autant l'état de droit, mais également, à long terme, la jeune démocratie japonaise.

## Contexte
À la suite de la ratification du traité naval de Londres qui limitait la taille de la Marine impériale japonaise, un mouvement de contestation nationaliste se développa parmi les jeunes officiers visant à renverser le gouvernement civil et à le remplacer par un gouvernement militaire. Ce mouvement eut des accointances dans la société secrète Sakurakai présente dans l'Armée impériale japonaise. Les officiers de marine avaient aussi des contacts avec l'ultranationaliste Inoue Nissho et sa « Ligue du sang », et partageaient son opinion : pour provoquer une « restauration de Shōwa », il était nécessaire de se débarrasser physiquement des dirigeants politiques et des grands patrons.
En mars 1932, lors de l'« incident de la Ligue du sang », le groupe d'Inoue est parvenu à tuer l'ancien ministre du Trésor et chef du Rikken Minseito, Junnosuke Inoue, et le directeur-général de la corporation Mitsui, Dan Takuma.

## Incident
Le 15 mai 1932, des officiers de la marine, aidés par des cadets de l'armée, et des éléments civils de droite (Shūmei Ōkawa, Tōyama Mitsuru, et Tachibana Kosaburo) ont organisé leur propre tentative d'accomplir ce qui avait été commencé par la Ligue de l'incident de sang.
Le premier ministre Tsuyoshi Inukai fut assassiné par onze jeunes officiers de marine (les plus âgés avaient seulement vingt ans) dans la résidence même du premier ministre. Les derniers mots d'Inukai furent si je pouvais parler, tu comprendrais (話せば分かる, hanaseba wakaru) ce à quoi ses tueurs ont répondu « Le dialogue est inutile » (問答無用, mondō muyō). Le groupe avait également prévu de tuer la vedette de cinéma britannique Charlie Chaplin, qui visitait justement le Japon au même moment, afin de provoquer une tension, voire une guerre avec les États-Unis. Quand le premier ministre fut tué, son fils Takeru Inukai assistait à une compétition de sumo avec Charlie Chaplin, ce qui leur a probablement sauvé la vie.
Les insurgés ont également attaqué la résidence de Nobuaki Makino, le Lord Gardien du sceau privé du Japon, la résidence et le bureau de Kinmochi Saionji, à la tête du parti politique du Rikken Seiyūkai, et ont jeté des grenades dans les sièges sociaux de la banque Mitsubishi à Tokyo, et dans plusieurs postes de transformateurs électriques.
Hormis le meurtre du premier ministre, les autres actions ont échoué, et la rébellion est un échec. Les participants prirent un taxi pour le quartier général de la police et se rendirent d'eux-mêmes au Kenpeitai.

## Conséquences
Les onze meurtriers du premier ministre Inukai furent traduits devant la cour martiale ; cependant, avant la fin de leur procès, une pétition arriva à la cour contenant plus de 350 000 signatures écrites avec du sang, qui avait été signée par des sympathisants demandant la clémence. Au cours de la procédure, les accusés se servirent du tribunal comme d'une tribune pour proclamer leur fidélité à l'empereur et pour tenter de créer une réaction populaire en lançant un appel à des réformes du gouvernement et de l'économie. En plus de la pétition, la cour a également reçu une demande de onze jeunes de Niigata, demandant à être exécutés à la place des officiers de la Marine, et ont envoyé onze doigts sectionnés à la cour comme preuve de leur sincérité.
Les peines furent extrêmement légères, et la presse japonaise était certaine que les meurtriers du premier ministre Inukai seraient libérés dans deux ou trois ans, voire plus tôt. Cette indulgence à l'égard des meurtriers a érodé l'état de droit et la puissance de la démocratie au Japon face à celle de l'armée. Indirectement, cela a mené à l'incident du 26 février 1936 qui fut une tentative de coup d'état militaire, et à la montée du militarisme japonais qui allait favoriser l'invasion de la Mandchourie et l'impérialisme japonais en Asie et dans le Pacifique.

## Culture populaire
Cet incident est relaté dans la saison 2 de l'animé Ghost in the Shell tiré du manga du même nom. Dans cet animé, un groupe appelé "les 11 individuels" se réfèrent à l'incident du 15 mai 1932. Dans l'animé, le premier ministre du Japon est d'ailleurs la cible d'une tentative d'assassinat.
L'histoire du roman Chevaux Échappés de Yukio Mishima débute peu après l'incident, qui devient alors un point important pour la suite des événements.